# Don Quijote cabalga de nuevo
Don Quijote cabalga de nuevo és una pel·lícula hispano-mexicana de drama-comèdia de 1972 dirigida per Roberto Gavaldón. És una referència a l'anterior pel·lícula, Un quijote sin mancha (1969). Consisteix en una adaptació lliure del llibre de Miguel de Cervantes, Don Quijote de la Mancha; d'acord amb el llibret de Carlos Blanco, és «la veritat de l'ocorregut en aquell lloc de la Manxa, segons Sancho».
Juntament amb les anteriors superproduccions dels Estats Units La volta al món en 80 dies (1956) i el musical Pepe (1960), Don Quijote cabalga de nuevo és una de les tres pel·lícules que el còmic mexicà Cantinflas va protagonitzar fora de Mèxic.

## Argument
El Quixot viu obsessionat per la cavalleria errant i els seus codis d'honor. Acompanyat del seu peculiar escuder Sancho Panza, El Quixot té una sèrie d'aventures en les quals es barregen les burles i enganys dels altres.

## Repartiment
- Cantinflas com Sancho Panza.
- Fernando Fernán Gómez com El Quixot de la Manxa / Alonso Quijano.
- María Fernanda D'Ocón com Dulcinea del Toboso / Aldonza Lorenzo.
- Paca Gabaldón com Altisidora (com Mary Francis).
- Ricardo Merino com a Batxiller Sansón Carrasco.
- José Orjas com a Jutge.
- Emilio Laguna com a Duc.
- Alberto Fernández com Pedro Pérez, el capellà rector.
- Laly Soldevila com a Duquessa.
- María Luisa Ponte com a Ama de Don Alonso Quijano.
- Serafín García Vázquez
- Valeriano Andrés com a Maese Nicolás, barber
- Rafael Hernández com a Mosso en la quadra amb Aldonza.
- Manuel Alexandre com a Mosso del judici davant Sancho Panza.
- Luis Morris com Angulo el dolent, còmic.
- Agustín González com a Majordom del Duc.
- Valentín Tornos com Baldomero Fernández, notari.
- Diana Lorys com a Mossa del judici davant Sancho Panza.
- Javier Escrivá com Miguel de Cervantes.

## Filmació i producció

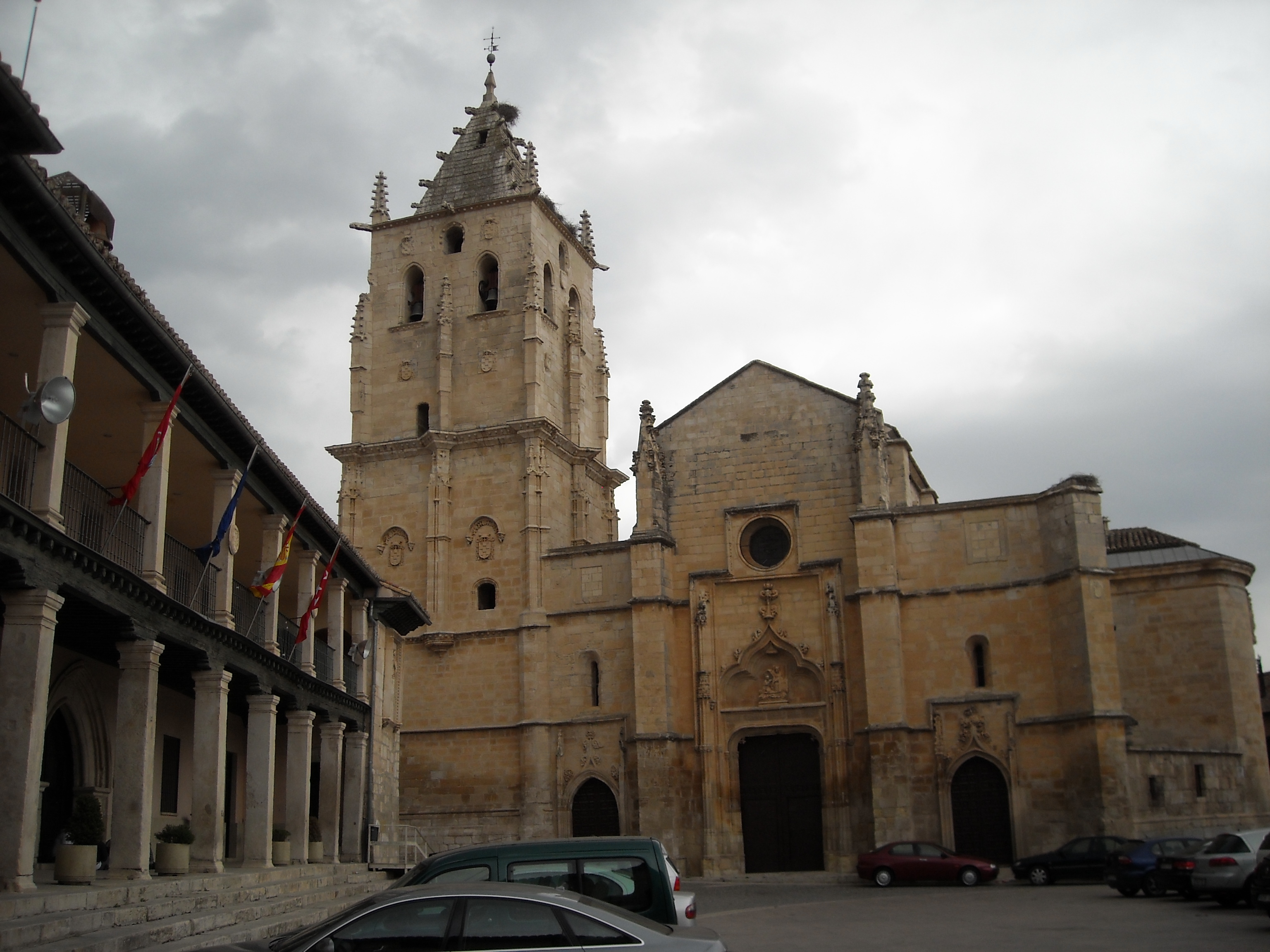
Església de la Magdalena, Torrelaguna.

Don Quijote cabalga de nuevo va ser filmada entre mediats i finals de 1972, en localitzacions d'Espanya tan històriques com Consuegra i El Romeral s Toledo, el Parc natural de Despeñaperros a Ciudad Real (Castella-La Manxa), l'Església de Nuestra Señora de la Magdalena a Torrelaguna i el Palau d'Avellaneda, a Peñaranda de Duero, Burgos (Castella i Lleó), i a altres llocs de Madrid com La Pedriza, Manzanares el Real, Talamanca de Jarama i Villaseca de Uceda [Guadalajara].
La producció va tenir lloc als Estudios Roma, Madrid, i va estar a càrrec de la mexicana Rioma Films i l'espanyola Óscar Producciones Cinematográficas S.A.

## Recepció
Va ser estrenada el 9 de març de 1973 a Espanya i el 10 de maig del mateix any a Mèxic, i distribuïda per Filmayer S. A.
La taquilla bruta estimada va ser de 69.807.068 ₧ a Espanya, xifra més que acceptable per a l'època i una assistència als cinemes ibèrics d'1 432 582 espectadors.
A Mèxic (i en Llatinoamèrica en general) en canvi, va tenir una resposta bastant modesta, encara que no es disposen de dades oficials.

## Premis i honors
La pel·lícula va ser exhibida en l'edició de 2019 del Festival Internacional de Cinema de Sant Sebastià com a part d'una retrospectiva a l'obra de Roberto Gavaldón.
Als Premis del Sindicat Nacional de l'Espectacle de 1973 va rebre el premi als millors decorats i el premi al millor guió per Carlos Blanco.